# Клисура Караклијског Рзава
Клисура Караклијског Рзава настала је усецањем Караклијског Рзава који заједно са Батурским Рзавом чини Бели Рзав, а који се уливају у Заовинско језеро, на планини Тари, у оквиру Националног парка Тара.
Горњи део клисуре усечен је у стенама габро-дијабазног комплекса, док је доњи у кредним карбонатним стенама. Између Велике главице и Коњске ограде дубина клисуре је око 200 метара. У овом делу, стране клисуре су знатно стрмије него у доњем делу, које су усечене у карбонатним стенама. Клисура је богато обрасла густом шумском вегетацијом.